# Ломци
Ло̀мци е село в Североизточна България. То се намира в община Попово, област Търговище.

## География
Селото се намира на 16 км североизточно от град Попово на шосето Попово – Разград, на около 235 м надморска височина. Разпростряно е върху обширна площ сред ниски хълмове, прорязани от реката Малки Лом и две други по-малки рекички. През средата му тече същата река Малки (Мали) Лом. Землището му граничи със землищата на селата: Помощица, Благоево, Тръстика, Еленово, Дриново, Зараево и Козица. Свързано е чрез асфалтирани шосета със село Кардам и градовете Разград и Попово. Шосета водят и до селата Помощица, Садина, Дриново, Еленово и Благоево, а черни пътища до Козица, Тръстика и Зараево.
Образувано е от следните махали: Горната махала, Долната махала, Отсрещната (Бежанската) махала, Ташлък махала, Текето и Цаци махала.

## Кратка историческа справка
В средата на 15 век селото било поземлена собственост (тимар) на спахията Яхши, син на Юсуф, който го експлоатирал срещу участието си във военните походи на султаните. Оттам идва и старо име му – Спахлар, Спахлари (селото на спахията).
В местността Текето, която днес се намира в центъра на селото, в миналото имало старо селище с около 70 къщи. В същата местност преди построяването на му се е намирал манастира „Свети Илия“, който след идването на турците бил превърнат в споменатото теке. Поради тази причина през 1899 г. българското население си изградило малък параклис, посветен на пророк Илия, в който продължило да почита светеца. Параклисът, изоставен през 70-те години на XX век е възстановен отново през 2012 г., а на 04.08.2012 г. повторно осветен от архимандрит Серафим.
Текето било съборено през 1829 г. по време на руско-турската война от тази година. При запазения параклис се правел курбан за берекет и здраве на Илинден, в който участвали и българи и турци.
Около манастира в местността Юртлука имало чисто българско село Сърнево, което издържало манастира. С течение на времето поради различни причини всички околни малки селища се разтурили и жителите им дошли при манастира, където се образувало новото село Спахлар. В османо-турски данъчен регистър името Спахлар се среща през 1676 г.
В данъчен регистър от края на 17 век, обхващащ християнското население, селото било записано като Сипахилер.
През 1858 г. в селото са заселени четири семейства татари, които дават началото на фамилията Татарови. След тях в селото идват 12 къщи черкези, които се отдават на обири и кражби и били принудени след три години да напуснат селото.
До Освобождението селото било дарено на бивш войник от армията на султана (заим), който вземал десятък от приходите му и живеел в село Кестене, Османпазарско.
По време на Освободителната война в селото имало 50 български и 150 турски къщи. Българите били обособили своята махала около църквата, а турците – около джамията. Църквата „Св. архангел Михаил“ била построена през 1860 г. и днес е обявена за архитектурно – строителен паметник от Възраждането. По време на освободителната война тя е била ограбена и полуразрушена, като впоследствие е многократно ремонтирана. Към нея имало и килийно училище. На Петровден 1877 г. руски разузнавателни отряди наближили селото и завързали сражение със сформираните башибозуци, които били разбити. По Атанасовден българското население, което било избягало от селото с помощта на селския кмет Емин ага, се завърнало и го заварило наполовина изгорено.
Още преди Освобождението в селото започнали да се заселват български семейства, дошли от селцата на Стара планина – от Еленско и Дряновско. Тази преселническа вълна се засилила след 1878 г., като дошли нови български семейства освен от Балкана и от Костанденец, Сваленик (Русенско) и Садина (Поповско). През 1898 г. в селото вече имало 140 български и 84 турски къщи.
По време на балканската война и след Първата световна война в селото се заселили семейства – бежанци от Беломорска Тракия – от село Янорен и град Софлу, Димотишки санджак, Одрински вилает, които най-напред дошли в село Светлен.
На 14.08.1934 г. селото било преименувано на течащата в близост река и до днес то носи новото си име Ломци.
През 1946 – 1947 г. село Ломци приема последните си заселници, дошли от селцата и махалите на Кюстендилско и Гоцеделчевско.
Едни от най-старите родове на селото били Камбурови, Татарови, Цацеви и др.
Днес в селото живеят заедно българи, турци и роми. Училището на селото е построено през 1930 г. от Стефан Тодоров Драганов и е едно от най-хубавите в района, дава образование и на децата от селата Тръстика, Еленово и Дриново, които вече нямат свои училища. През 2006 г. то се обогатява с нов ученически стол.
В селото от 2005 г. има и кабелна телевизия, а също са създадени и женски и мъжки клуб за отдих и равлечения.
В Ломци работят фуражен цех, птицекомбинат, 5 магазина за хранителни стоки и селска фурна за хлебни изделия и др.
Напоследък към имотите в селото проявяват интерес и чужденци – англичани, които вече имат закупени свои жилища там.

## Религии
- Християнска (източноправославна);
- Мюсюлманска;

## Обществени институции
- Кметство;
- Народно читалище „Пробуда-1928“;
- Основно училище „Христо Ботев“;
- Целодневна детска градина;
- Здравна служба със стоматологичен кабинет;
- Църква;
- Джамия;

## Културни и природни забележителности
- В землището на селото се откриват останки от антични селища, могилни некрополи, а в близкото минало са намирани антични монети и други археологически материали;
- В местността Текето се е намирал разрушеният манастир Свети Илия, превърнат в теке и старо селище;
- В местността Юртлука се е намирало старото българско изчезнало село Сърнево, срещащо се в документи от 16 век, което се грижело за манастира;
- Възрожденски православен храм „Свети Архангел Михаил“ от 1860 г.;
- Мюсюлмански храм (джамия) „Гаази Бали бей“, за която се предполага, че е на около 400 години;
- Войнишки паметник с автор Любомир Далчев;
- Паметник-барелеф на Стойчо Георгиев (1920 – 1942);
- Сградата на основното училище с часовниковата кула от 1930 г.;
- В района на селото се намира един от най-големите язовири в Търговищка област;

## Редовни събития
- Събор на селото – провежда се ежегодно на 2 август (Илинден);

## Личности
- Методий Григоров (1937 – 2020) – академик, диригент на сливенските хорове „Дружна песен“ и „Добри Чинтулов“. Почетен гражданин на Сливен и Попово. Протопсалт на Българската православна църква. На 12 май 2012 г. Българската академия на науките и изкуствата го избира за академик.
- Тодор Григоров-Терес (1940 – 2016) – дългогодишен солист на Българската хорова капела „Светослав Обретенов“; композитор – автор на кантатите „За буквите“, „Похвално слово за Симеон“, „Азбучна молитва“, „Паисий“ и др.